# Dirt 4
Dirt 4 (Eigenschreibweise: DiRT4) ist ein Rennspiel im Rallye-Setting, das von Codemasters entwickelt und 2017 für Windows, PlayStation 4 und Xbox One veröffentlicht wurde. Im März 2019 erschienen außerdem Portierungen für Linux und macOS von Feral Interactive. Bei dem Computerspiel handelt es sich um den elften Ableger der Reihe Colin McRae Rally und den Nachfolger zu Dirt 3 und Dirt Rally. Im November 2020 erschien mit Dirt 5 ein Nachfolger für PC, PlayStation 4, PlayStation 5, Xbox One und Xbox Series.
Am 7. November 2022 wurde der Verkauf von Dirt 4 gestoppt und das Spiel aufgrund von ausgelaufenen Lizenzen aus dem Steam-Store entfernt.

## Spielmechanik
Das Spiel bietet die Möglichkeit, Rennen in verschiedenen Rallye-Disziplinen zu fahren. Neben klassischen Rallye-Strecken gibt es auch die Rundkursrennen Rallycross und Landrush mit Stadium-Trucks und Buggys. Man kann außerdem Gymkhana-Herausforderungen bestreiten und in der Übungsanlage Dirt-Akademie seine Fahrkünste trainieren. Es stehen dabei diverse Fahrzeuge aus verschiedenen Ären der Rallye-Historie zur Verfügung, neben aktuellen Autos zum Beispiel auch Wagen der legendären Klassen Gruppe A und Gruppe B sowie weitere historische Rennwagen, wie etwa der Mini Cooper S von 1964, der bei der Rallye Monte Carlo siegte. Insgesamt beinhaltet das Spiel 55 verschiedene Fahrzeuge.
In der Einzelspieler-Karriere kann der Spieler sich die Fahrzeuge für bei Rennen verdientes Geld im Autohaus oder auf dem Gebrauchtmarkt kaufen und aufrüsten. Ebenso kann ein eigenes Rennteam gegründet werden, für das Mitarbeiter engagiert, Sponsoren gefunden und Anlagen ausgebaut werden können. Mit Hilfe der ausgebauten Anlagen und eingestellter Techniker können zum Beispiel beschädigte Fahrzeuge schneller repariert werden.
Die Strecken sind in fünf verschiedenen Regionen angesiedelt: Fitzroy in Australien, Tarragona in Spanien, Michigan in den USA, Värmland in Schweden und Powys in Wales. Es gibt Strecken in unterschiedlichsten Variationen, die prozedural generiert werden. Dabei tauchen allerdings häufig gleiche wiederkehrende Elemente auf. Zudem bietet das Spiel einen Mehrspieler-Modus, in dem Spieler gegeneinander antreten und sich in Ranglisten vergleichen können.
Ein VR-Modus, wie bei Dirt Rally, wurde zwar in Aussicht gestellt, aber nie veröffentlicht.

## Fahrzeuge
| H1 - Mini Cooper S - Lancia Fulvia HF H2 - Peugeot 205 GTI - Ford Escort Mk II - Renault Alpine A110 1600 S - Fiat 131 Abarth - Opel Kadett C GT/E H3 - BMW E30 M3 Evo Rally - Opel Ascona 400 - Lancia Stratos - Renault 5 Turbo - Ford Sierra RS500 | F2 Bausatzauto - Peugeot 306 Maxi - Seat Ibiza Kitcar Gruppe A - Mitsubishi Lancer Evolution VI - Subaru Impreza 1995 - Lancia Delta HF Integrale - Ford Escort RS Cosworth Gruppe B (Rallye) - Lancia 037 Evo 2 - Opel Manta 400 - Audi Sport quattro S1 E2 - Peugeot 205 T16 Evo 2 - Lancia Delta S4 - Ford RS200 - MG Metro 6R4 | Gruppe B (Rallycross) - Lancia Delta S4 Rallycross - Ford RS200 Evolution - Peugeot 205 T16 Rallycross - MG Metro 6R4 Rallycross Bis zu 2000 cc (Allrad) - Ford Focus RS Rally 2001 - Subaru Impreza 2001 - Ford Focus RS Rally 2007 Super 1600 - Renault Clio R.S. S1600 - Opel Corsa Super 1600 - Volkswagen Polo S1600 | R2 - Opel Adam R2 NR4/R4 - Subaru WRX STI NR4 - Mitsubishi Lancer Evolution X R5 - Ford Fiesta R5 - Peugeot 208 R5 T16 - Mitsubishi Space Star R5 - Hyundai R5 RX2 - Ford Fiesta OMSE SupeCar Lites | RX Supercars - Ford Focus RS RX - Peugeot 208 WRX - DS 3 - Volkswagen Polo Rallycross - Ford Fiesta Rallycross - Seat Ibiza RX - Mini Countryman Rallycross Landrush - Stadium Buggy - Larock 2XR Buggy - Stadium Truck - Jackson Pro-Truck 2 (Heckantrieb) - Jackson Pro-Truck 4 (Allrad) - Crosskart - Speedcar Xtrem |

## Soundtrack
Der Soundtrack wurde im Rahmen einer Partnerschaft mit Globe (Teil von Universal Music UK) erstellt. Es sind 45 Lieder von verschiedenen Künstlern lizenziert. Darunter zum Beispiel No One Knows von Queens of the Stone Age und Pompeii von Bastille. Drei Lieder sind exklusiv im Spiel und dessen Soundtrack zu finden: Night Drive von Sigma, It Ain’t No Fun von Pretty Vicious und Millions (The Party) von The Amazons.

## Rezeption
Das Spiel erhielt größtenteils gute Wertungen. GameStar bescheinigt dem Spiel, dass es sowohl dem „Spaßraser“ Dirt 3 als auch der Rennsimulation Dirt Rally als Nachfolger gerecht werde. Kritisiert wird dabei aber, dass es das Spiel jedem recht machen wolle und letztlich nicht die Klasse der Vorgänger in ihren jeweiligen Disziplinen erreiche. Insbesondere die zufallsgenerierten Strecken in lediglich fünf Austragungsorten sorgen für Abzüge bei der Wertung. Gelobt wird hingegen ein motivierender Karrieremodus.

„Mit DiRT 4 hat Codemasters ein attraktives Offroad-Paket für ein breites Publikum geschnürt, in dem man viele, aber nicht alle Qualitäten aus DiRT Rally wiederfindet.“

„Spielerisch eine absolute Wucht, technisch nicht ganz rund.“